# Jewgenija Alexandrowna Sedowa
Jewgenija Alexandrowna Sedowa (russisch Евгения Александровна Седова; * 18. Juli 1986 in Schadrinsk, Oblast Kurgan, damalige Sowjetunion) ist eine russische Biathletin.
Jewgenija Sedowa begann mit dem Skilanglauf 1994 und ab 2001 mit dem Biathlon. Anfänglich wurde die 1,70 m große und 56 kg schwere Athletin von ihrem Vater Alexander Sedow trainiert, ab 2007 wechselte sie zu W. Sacharow in das Центр спортивной подготовки сборных команд Югры (ЦСПСКЮ) (Sport- und Trainingszentrum des Teams Jugra) nach Chanty-Mansijsk. Sie nahm 2004 in der Haute-Maurienne erstmals an Junioren-Weltmeisterschaften teil und wurde dort 22. im Sprint, Zehnte in Einzel und Verfolgung, mit Swetlana Slepzowa und Tatjana Sewachina im Staffelrennen Vierte. Es dauerte zwei Jahre, bis sie in Langdorf erneut an einem Großereignis, den Junioren-Europameisterschaften, international startete und dort die Ränge 13 im Sprint und elf in der Verfolgung erreichte. Erfolgreich verliefen die Junioren-Weltmeisterschaften 2007 in Martell. Sedowa gewann den Titel im Einzel und belegte im Sprint Platz fünf, wurde 18. in der Verfolgung und mit Slepzowa und Jelena Kosak Vierte im Staffelrennen. Bei der kurz darauf in Bansko durchgeführten Junioren-Europameisterschaft trat die Russin einzig im Einzel an und verpasste dort als Viertplatzierte knapp eine Medaille.
Weitere internationale Einsätze folgten bislang einzig 2007 im Biathlon-Europacup, nun bei den Frauen im Leistungsbereich. Bei ihrem ersten Sprint zum Saisonauftakt 2007/08 in Geilo erreichte sie als Zehntplatzierte gleich eine Top-Ten-Platzierung. Wenig später erreichte sie mit Rang acht in Torsby ihr bestes Resultat in der Rennserie. National gewann Sedowa bei den Russischen Meisterschaften im Biathlon 2009 in Uwat gemeinsam mit Olga Anissimowa, Swetlana Slepzowa und Jekaterina Schumilowa für Ugra Chanty-Mansijsk startend den Titel mit der Staffel. Zudem gewann sie hinter Oksana Neupokojewa die Silbermedaille im Massenstart. Im Jahr darauf gewann sie mit der Staffel die Bronzemedaille.
Nach guten Ergebnissen in der Saison 2010/2011 im Biathlon-Europacup durfte Sedowa zum Saisonabschluss in Oslo ihr Weltcupdebüt geben. Im Sprint erzielte sie den 10. Platz und in der Verfolgung den 12. Platz. Mit diesen beiden Ergebnissen qualifizierte sie sich für den Massenstart, wo sie als 12. ins Ziel kam.

## Platzierungen im Biathlon-Weltcup
Die Tabelle zeigt alle Platzierungen (je nach Austragungsjahr einschließlich Olympische Spiele und Weltmeisterschaften).
- 1.–3. Platz: Anzahl der Podiumsplatzierungen
- Top 10: Anzahl der Platzierungen unter den ersten zehn (einschließlich Podium)
- Punkteränge: Anzahl der Platzierungen innerhalb der Punkteränge (einschließlich Podium und Top 10)
- Starts: Anzahl gelaufener Rennen in der jeweiligen Disziplin
- Staffel: inklusive Mixed- und Single-Mixed-Staffeln

| Platzierung                      | Einzel | Sprint | Verfolgung | Massenstart | Staffel | Gesamt |
| -------------------------------- | ------ | ------ | ---------- | ----------- | ------- | ------ |
| 1. Platz                         |        |        |            |             |         |        |
| 2. Platz                         |        |        |            |             |         |        |
| 3. Platz                         |        |        |            |             |         |        |
| Top 10                           |        | 1      |            |             |         | 1      |
| Punkteränge                      |        | 1      | 1          | 1           |         | 3      |
| Starts                           |        | 1      | 1          | 1           |         | 3      |
| Stand: nach der Saison 2010/2011 |        |        |            |             |         |        |